# Sally Field
Sally Margaret Field (født 6. november 1946 i Pasadena, Californien, USA) er en amerikansk filmskuespiller.
Hun filmdebuterede i 1967, og spillede i en række fjernsynsfilm og -serier og fik bl.a. Emmy-pris for titelrollen i Sybil (1976). Field fik sit filmgennembrud med Norma Rae (1979; Oscar), og har senere gjort livlige hovedrollepræstationer i film som Ikke uden min datter (1991), Absence of Malice (I god tro, 1981), Places in the Heart (En plads i mit hjerte, 1984; Oscar) og Eye for an Eye (1996). Hun spiller blandt andet i den amerikanske dramaserie Brothers & Sisters.

## Filmografi
- The Amazing Spider-Man 2 (2014)